# خفاش انگشت‌دراز شورتریج
خفاش انگشت‌دراز شورتریج (نام علمی: Miniopterus shortridgei) نام یک گونه از سرده خفاش‌های بال‌خمیده است.